# Historia de la leche
Historia de la leche es un libro de poesía de la escritora ecuatoriana Mónica Ojeda, publicado en diciembre de 2019. La obra es una suerte de reescritura del mito de Caín y Abel con personajes femeninos, en el que la protagonista asesina a su hermana Mabel y luego es perseguida por una madre diosa que busca vengarse y hacerle pagar por su crimen.

## Contenido

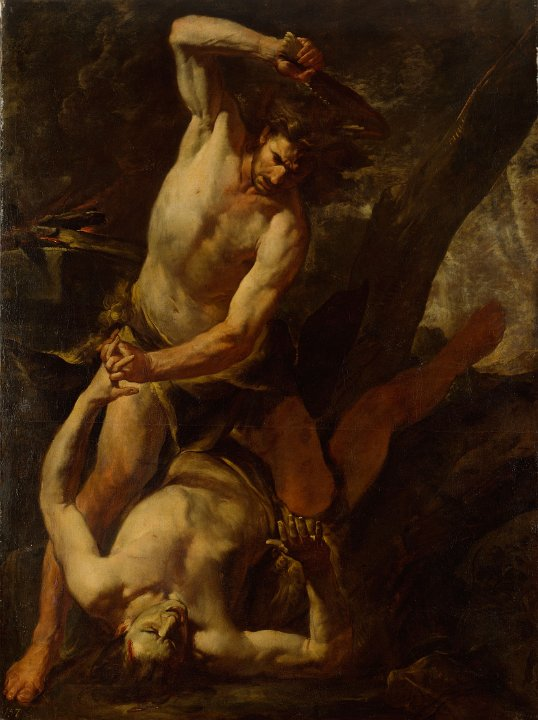
Caín asesina a Abel, óleo de Gioacchino Assereto.

El libro se encuentra dividido en seis secciones, cada una de las cuales cuenta con su propio estilo y estructura. Las partes son las siguientes:
1. Estudio inicial de la sangre
2. Maté a mi hermana Mabel
3. El libro de los abismos
4. Mamá cólera
5. Botánica de Quincey
6. Epílogo

## Escritura y temáticas

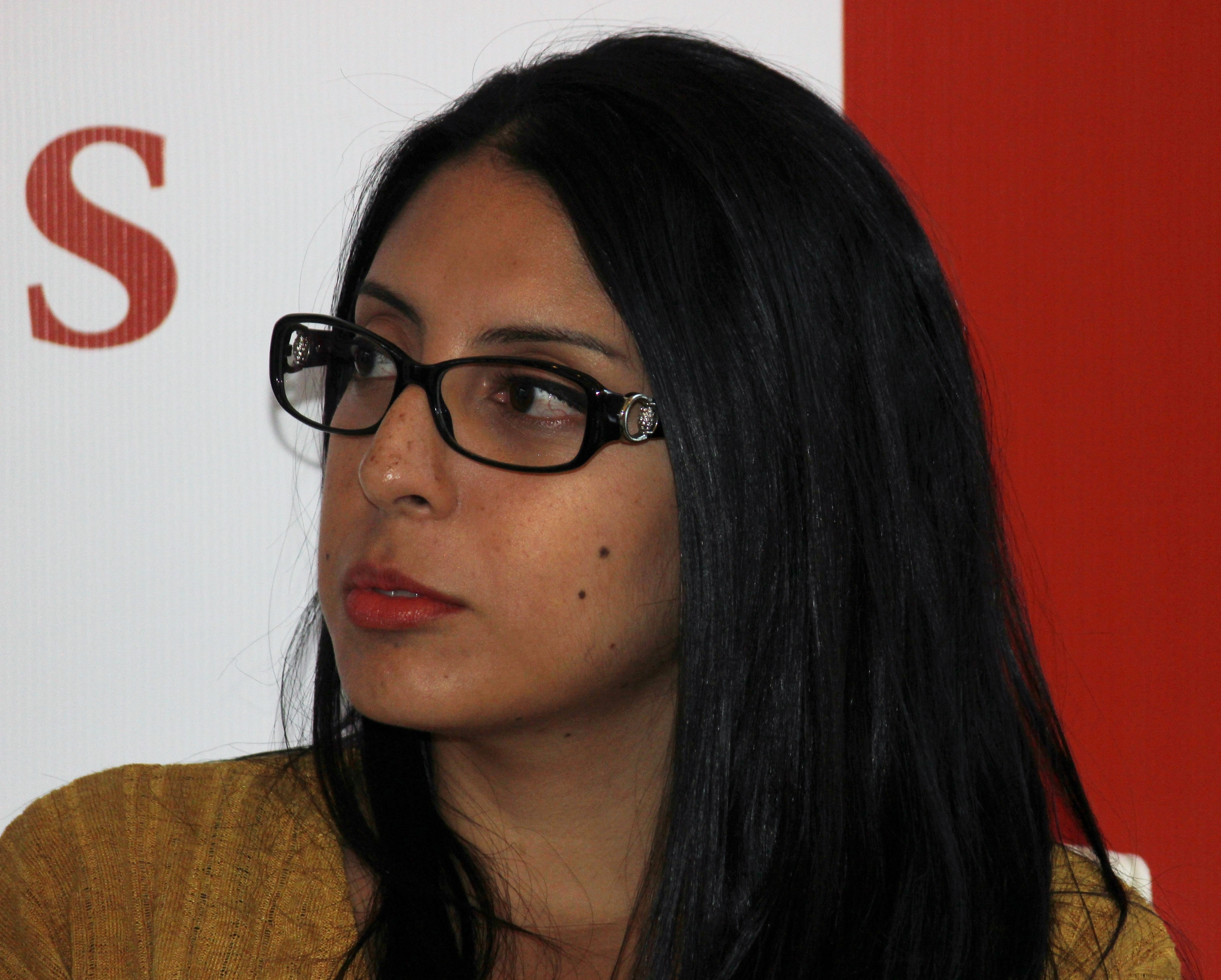
Mónica Ojeda en 2018

De acuerdo a la autora, la idea de la obra nació a partir de una imagen en su mente sobre la leche y su relación con la maternidad, además de un par de versos de la escritora peruana Victoria Guerrero Peirano que rezan: «Madre Hija Hermana / Es una trilogía no prevista por el Psicoanálisis». Esto devino en la idea de una madre diosa y la empujó a explorar desde perspectivas femeninas los mitos sobre el origen de la humanidad, en particular el de Caín y Abel, y su relación con temas como la condición humana, la envidia, la culpa, el exilio y el origen de la violencia. Entre las obras que influyeron en los temas del libro destaca el ensayo El asesinato considerado como una de las bellas artes, del escritor británico Thomas de Quincey, a partir del cual Ojeda tomó la idea de la estética en la destrucción de otros.
La obra fue escrita de forma paralela con la novela Mandíbula y el cuento Caninos, obras que abordan ideas similares, entre ellas la maternidad y la leche.

## Recepción
La escritora y catedrática María Auxiliadora Balladares se refirió positivamente al poemario, elogiando el «sostenido trabajo con una versificación larga, que se instala en lo poético a partir de recursos típicamente barrocos como el encadenamiento de sintagmas nominales o la ruptura de sistema». Balladares destacó en especial las últimas secciones del libro, de las que señaló: «versos mucho más cortos surgen en el poema, como un respiro, como una pausa, como la contracara de esa lengua barroca, como el silencio que esa yo poética dice que es Mabel, la hermana muerta».
Escribiendo para el diario español El País, el crítico literario Luis Bagué Quílez calificó al libro como un «tsunami expresivo», además de aseverar que poseía una «estética tenebrista» que «nos habla de una crueldad ceremonial y atávica». Eduardo Varas, en un artículo del diario Primicias, también alabó la obra, particularmente «el impacto, la tensión y la maestría en el manejo de los versos», además de referirse al libro como «una experiencia para entrar, flotar y redescubrir que la poesía, cuando funciona, se va a convertir en algo más que un libro con versos impresionantes».
El libro fue seleccionado como una de las obras de poesía más destacadas del año por los escritores Ernesto Carrión, Luis Carlos Mussó e Issa Aguilar Jara.